# Чемпионат Литвы по русским шашкам среди женщин 2013
Чемпионат Литвы по русским шашкам среди женщин 2013 года прошёл 8—11 марта по двухкруговой системе в Шяуляе. В нём приняли участие 5 спортсменок. Чемпионкой стала Милда Йоцайте, победившая всех соперниц. Для определения бронзового призёра проводился дополнительный матч между Яниной Тваскунайте и Janina Samušienė, в котором победила Тваскунайте 2-0.

## Результаты
| Место | Участник             | Очки | выиг. | ничьи | пораж. |
| ----- | -------------------- | ---- | ----- | ----- | ------ |
| 1     | Милда Йоцайте        | 16   | 8     | 0     | 0      |
| 2     | Маргарита Каспутите  | 12   | 6     | 0     | 2      |
| 3     | Янина Тваскунайте    | 6    | 2     | 2     | 4      |
| 4     | Janina Samušienė     | 6    | 2     | 2     | 4      |
| 5     | Регина Степанавичене | 0    | 0     | 0     | 8      |